# Cambridge (Idaho)
Pour les articles homonymes, voir Cambridge (homonymie).
Cambridge est une ville située dans le comté de Washington, dans l'État de l'Idaho aux États-Unis.

## Démographie
| 1910 | 1920 | 1930 | 1940 | 1950 | 1960 |
| ---- | ---- | ---- | ---- | ---- | ---- |
| 349  | 404  | 336  | 405  | 354  | 473  |

| 1970 | 1980 | 1990 | 2000 | 2010 | - |
| ---- | ---- | ---- | ---- | ---- | - |
| 383  | 428  | 374  | 360  | 328  | - |

Lors du recensement de 2010, sa population s'élevait à 328 habitants.